# Orchestre philharmonique de Dortmund
L'Orchestre philharmonique de Dortmund (en allemand : Dortmunder Philharmoniker) est un orchestre symphonique allemand ayant son siège à Dortmund. L'orchestre se produit à la fois pour les opéras dans l'Opéra de Dortmund (en) et en concert dans la Konzerthaus Dortmund depuis 2002. L'orchestre a été fondé en 1887 et a été dirigé par des chefs tels que Wilhelm Schüchter, Marek Janowski, Moshe Atzmon et Jac van Steen.

## Histoire
Le Dortmunder Philharmoniker a été créé initialement sous le nom de Orchesterverein en 1887. Il a joué dans différents lieux jusqu'à ce que le Stadttheater soit ouvert en 1904. Depuis il joue aussi des opéras.
Le nom de l'orchestre a changé avec les modifications d'organisation et de fonctionnement, Hüttner Kapelle, Städtisches Orchester (Orchestre municipal), Philharmonisches Orchester der Stadt Dortmund, Philharmonisches Orchester Dortmund, et actuellement Dortmunder Philharmoniker. La salle de concert après la seconde guerre mondiale était la Kleine Westfalenhalle. En 1966 a été inauguré le nouvel opéra (Opernhaus Dortmund) avec la représentation du Der Rosenkavalier, dirigé par Wilhelm Schüchter. Il a été aussi utilisé pour les concerts symphoniques jusqu'en 2002, lorsque le Konzerthaus Dortmund est devenu le siège de l'orchestre. 
Depuis 2010, l'orchestre rassemble 102 musiciens. 

### Directeurs musicaux
Comme directeurs musicaux de l'orchestre, se sont succédé :
- Georg Hüttner (1887-1919)
- Wilhelm Sieben (1920-1951)
- Rolf Agop (1952–1962)
- Wilhelm Schüchter (1962–1974)
- Marek Janowski (1975-1979)
- Hans Wallat (1979-1985)
- Klaus Weise (1985-1990)
- Moshe Atzmon (1991-1996)
- Anton Marik (de) (1996-2001)
- Hans Wallat (2001-2002)
- Arthur Fagen (2002-2007)
- Jac van Steen (en) (2007-2013)
- Gabriel Feltz (de) (depuis 2013)

### Commandes
Pour son 100e anniversaire, l'Orchestre philharmonique de Dortmund a commandé des œuvres auprès des compositeurs Jürg Baur (en) (Symphonie no 2, 1988), Wilfried Maria Danner (de) (Meditationen über Kirchenfenster von Marc Chagall, 1987), Cristóbal Halffter (Dortmunder Variationen, 1987) et Erkki-Sven Tüür (Wallenberg, opéra, 2001).